# Гастон Башлар
Гастон Башлар (на френски: Gaston Bachelard) е френски философ. Най-важните му трудове са в областта на поетиката и философията на науката (в която въвежда понятията „епистемологична спънка“ / „епистемологично препятствие“ и „епистемологичен пробив“ – на френски: obstacle épistémologique et rupture épistémologique). Башлар е и поет, който достига до някои от най-престижните позиции във Френската академия независимо от скромния си произход.
От него са повлияни много френски философи от втората половина на 20 век, между които Мишел Фуко, Луи Алтюсер и Жак Дерида.

## Биография
Роден е на 27 юни 1884 година в Бар сюр Об, Франция. Следва физика, преди да се заинтересува от философията. Той става професор в Дижон през 1930 – 1940 г., а по-късно преподавател по история и философия на науката в Сорбоната.
Умира на 16 октомври 1962 година в Париж на 78-годишна възраст.

## Научна дейност

### Психология на науката на Башлар
Трудове като „Новият научен дух“ (Le nouvel esprit scientifique, 1934) и „Формирането на научния ум“ (La formation de l'esprit scientifique, 1938) са базирани върху визия за философия на науката като вид психоанализа на научния ум.

### Епистемология
Башлар е картезиански рационалист, въпреки че предлага некартезианска епистемология в контраст с класическото картезианство. За него грешката е само илюзия. Тук ролята на епистемологията е като история на продукция на понятията.

### Промени в научното разбиране
Башлар посочва, че привидно ирационални теории всъщност правят промените в научното мислене и модерните науки заменят класическата онтология.

## За него (изследвания, достъпни на български език)
- Паула Ангелова. „Щрихи върху поетичното въображение у Гастон Башлар“. – сп. Философски алтернативи, 2011, № 6.
- Антонио Алегра. „Башлар и „неопределеното“ наследство на трансценденталното“, сп. Философски алтернативи, 2006, № 2. (превод от италиански език Поля Търколева).
- Любов Илиева, Станимир Илиев. „Духът на науката в рационализма на К. Попър и Г. Башлар“, сб. Философия, история, хуманизъм, София, 1996.
- Любов Илиева, Станимир Илиев. „Елементи на психоанализа на науката“, сп. Философски алтернативи, 1996, № 5.
- Поля Търколева. „Образи и мечтания в творчеството на Гастон Башлар“, сп. Философски алтернативи, 2006, № 1.
- Поля Търколева. „Човекът – мечтател на думи“, сп. Философски алтернативи, 2007, № 1.